# Mseke
Mseke ist ein Verwaltungsbezirk (englisch Ward) des Distrikts Iringa in der tansanischen Region Iringa.

## Geografie
Mseke liegt im südlichen Hochland von Tansania etwa 20 Kilometer Luftlinie südwestlich der Regionshauptstadt Iringa. Der Bezirk grenzt im Nordwesten an Kalenga, im Nordosten an Kitwiru, im Osten an Luhota und Lyamgungwe, im Süden an Mgama und im Westen an Masaka. Bei der Volkszählung 2022 lebten 14.131 Menschen in 3813 Haushalten auf einer Fläche von 110 Quadratkilometern.

## Gliederung
Der Bezirk besteht aus vier Gemeinden (swahili Mtaa) mit 25 Orten (Kitongoji):
| Tanangozi - Kanisani - Kimwanyula - Kihongolelo - Kilindi - Stesheni A - Stesheni B - Lunguya | Mlandege - Mlandege A - Mlandege B - Maumbamatali - Gezaulole | Ugwachanya - Njiapanda A - Njiapanda B - Ismila - Banavanu - Winome - Lukolela - Ulongambi - Mseke A - Mseke B - Igavilo | Wenda - Wenda A - Wenda B - Wenda C - Wenda D |

## Infrastruktur
- Gesundheit: In der Gemeinde Tanangozi liegt eine öffentliche Apotheke.[8]
- Verkehr: Durch den Bezirk verläuft die Nationalstraße T1, die von Iringa nach Njombe führt.[9]

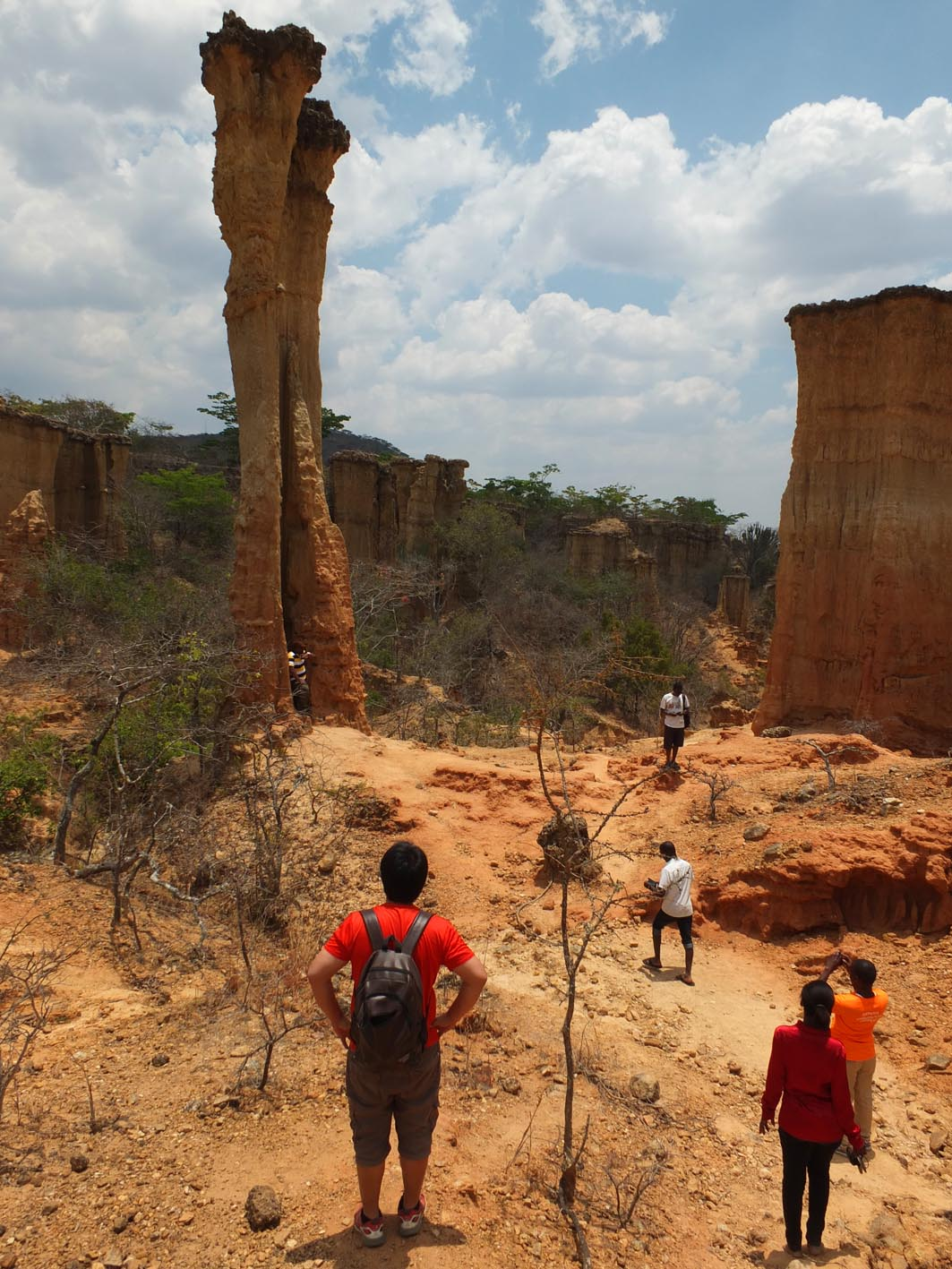
Isimila-Steinsäulen

## Sehenswürdigkeiten
- Prähistorische Siedlung Isimila: Etwas östlich des Ortes Wenda wurden Werkzeuge und Knochen aus der Steinzeit gefunden.[10]
- Isimila-Steinsäulen: In der Nähe der steinzeitlichen Funde befinden sich bis zu 30 Meter hohe natürliche Säulen aus Sandstein.[11]